# Sannita (vascello)
Il Sannita è stato un vascello della Real Marina del Regno delle Due Sicilie, varato dal Cantiere navale di Castellammare di Stabia nel 1792. L'anno successivo, comandato dal conte Francesco Spannocchi Piccolomini, fece parte della squadra sarda che cooperò con gli inglesi alla difesa di Tolone contro i repubblicani di Francia. Nel 1795 venne assegnata alla divisione mandata ad unirsi alla squadra inglese del Mediterraneo secondo la convenzione anglo-napoletana del 12 luglio 1793. Sul finire del 1798, a capo di una divisione del brigadiere Francesco Caracciolo, scortò da Napoli a Palermo il vascello inglese Vanguard, sul quale l'ammiraglio Nelson portava i Borbone di Napoli che fuggivano dalla rivoluzione. La traversata fu difficile per il mare burrascoso e per la scarsità di equipaggio, che aveva in maggioranza disertato prima della partenza.
Da Palermo il Sannita venne mandato a Messina e qui disarmato.